# Выборы главы города Вологды (2008)
Выборы Главы города Вологды состоялись 12 октября 2008 года. Выборы были внеочередными и состоялись после отставки с этого поста Алексея Якуничева. Выборы отличались острой борьбой между кандидатами и рядом политических скандалов.
Основными кандидитами были Александр Лукичев, Михаил Суров и Евгений Шулепов. Шулепов выиграл выборы после того, как первые два кандидата по разным причинам покинули предвыборную гонку.
Евгений Шулепов победил с результатом более, чем 56 %.

## Обстановка перед выборами
Выборы были объявлены решением Вологодской городской Думы 15 июля 2008 года после того, как она приняла отставку прежнего Главы — Алексея Якуничева.
Изначально основным кандидатом на пост градоначальника Вологды считался Валентин Горобцов (исполнявший на тот момент обязанности градоначальника областного центра), пока он со скандалом не снял свою кандидатуру.
В ходе предвыборной гонки её лидером считался Александр Лукичев, однако за несколько дней до голосования он был снят по решению суда.

## Зарегистрированные кандидаты
1. Горбушин, Денис Геннадьевич
2. Каргинов, Сергей Генрихович
3. Лукичев, Александр Николаевич
4. Макаровский, Алексей Юрьевич
5. Потапов, Сергей Николаевич
6. Суров, Михаил Васильевич
7. Шулепов, Евгений Борисович

Александр Лукичев был снят по решению суда с предвыборной гонки за несколько дней до выборов. Михаил Суров перестал быть кандидатом, сняв свою кандидатуру самостоятельно.

## Хронология событий
16 июля Вологодская городская Дума приняла решение о проведении внеочередных выборов Главы 12 октября.
17 июля Территориальная избирательная комиссия приступила к приёму заявлений о выдвижении кандидатов.
29 июля городским политсоветом «Единой России» утверждена кандидатура Е.Шулепова в качестве кандидата, которого партия официально выдвигает на выборах.
4 августа Михаил Суров стал первым выдвинувшимся кандидатом. Коммунисты определились со своим кандадатом, выдвинув Сергея Потапова.
На следующий день, 5 августа, о выдвижении объявил Валентин Горобцов после того, как его кандидатуру поддержали сразу 16 депутатов городской Думы от «Единой России». В этот же день «Справедливая Россия» определилась со своим кандидатом — им стал Александр Лукичев.
6 августа стало известно, что Валентин Горобцов снял свою кандидатуру с выборов. В этот же день выдвинули свои кандидатуры Денис Горбушин, Егор Демчук и Ольга Тарлакова.
15 августа в качестве кандидатов зарегистрированы Сергей Каргинов и Сергей Потапов.
22 сентября Александр Лукичев обратился в городской суд с иском снять с выборов Евгения Шулепова.
30 сентября с выборов был снят сам Лукичев по иску Дениса Горбушина.
7 октября свою кандидатуру снял Михаил Суров.
12 октября состоялось голосование. Явка составила 27 процентов. Выборы выиграл Евгений Шулепов.

## Комментарии

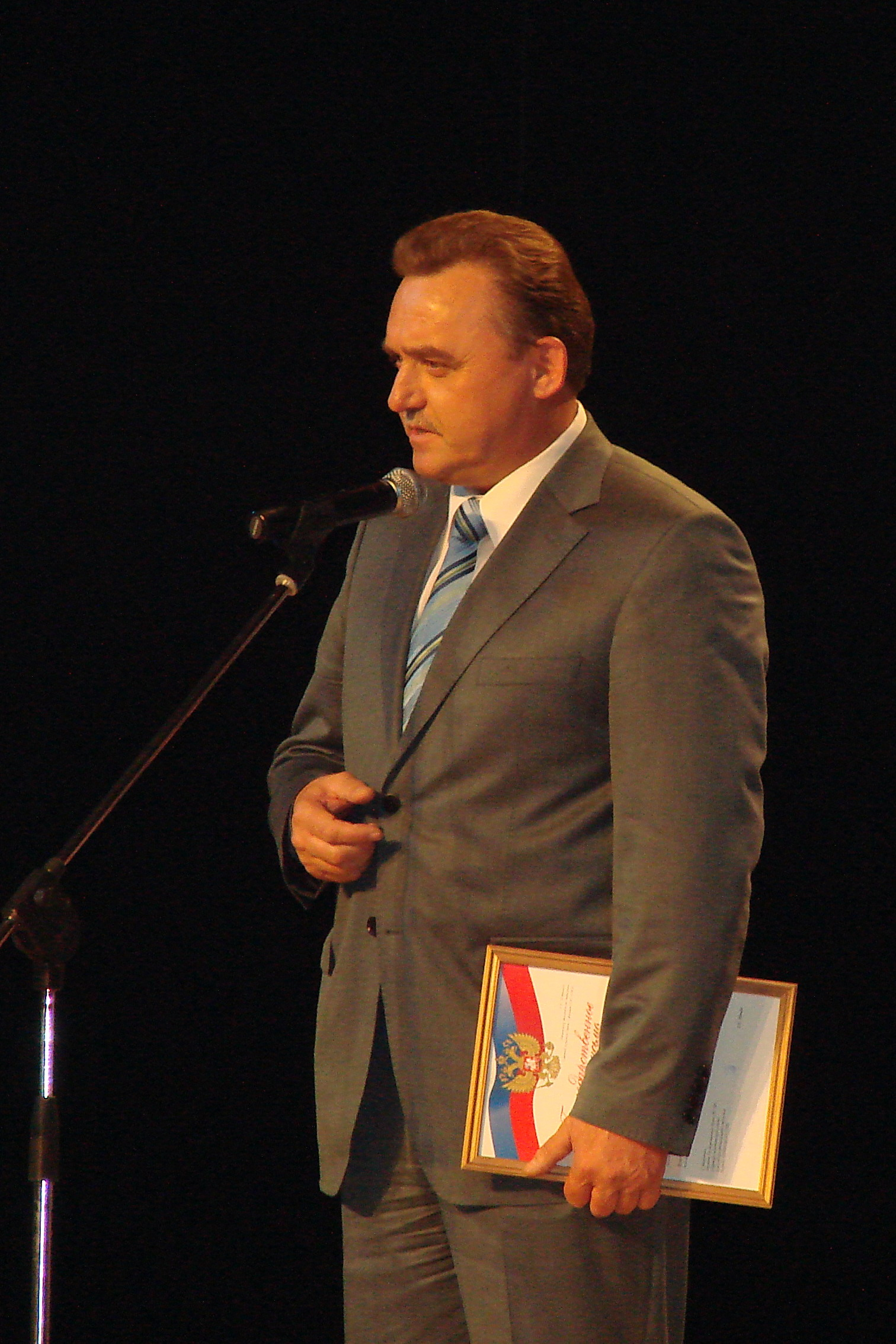
Евгений Шулепов — избранный Глава города Вологды в 2008 году

Эти выборы стали беспрецедентными по давлению на их участников. По данным экспертов, снявшийся с выборов первым Валентин Горобцов имел рейтинг порядка 58 %. Горобцов получил обвинения со стороны губернатора Вячеслава Позгалёва в «недостойном поступке».
Основная борьба должна была развернуться между Шулеповым и Лукичевым, однако последний был с них снят.
Победу Шулепова назвали Пирровой. В ходе предвыборной гонки он занимал третье место, а в лидеры вырвался только после снятия с выборов лидера гонки Александра Лукичева, который перед этим пятнадцать лет подряд не проиграл ни одних выборов. Документально подтвержденных сторонников у Лукичева было более 50 тысяч человек, в то время, как Шулепов в ходе голосования набрал только 37 тысяч голосов.
По заявлению «Справедливой России», по результатам опросов, Лукичев являлся безусловным лидером выборной гонки и представитель «Единой России» победить у него в честной борьбе не мог.
Отдельным пунктом в гонке стало участие Дениса Горбушина, известного тем, что его основная функция — это снимать с выборов неугодных власти конкурентов. Сергей Расов назвал его «профессиональным информационным киллером».